# 初等中等教育局
初等中等教育局（しょとうちゅうとうきょういくきょく、英語: Elementary and Secondary Education Bureau）は、文部科学省（旧・文部省）の内部部局の一つ。幼稚園、小中学校、高等学校といった初等・中等教育機関に関する事務を所掌する。義務教育学校、中等教育学校など大学以前の段階で一貫教育を行う学校についても所掌する。

## 職務
- 「確かな学力」の向上
- 教育水準の向上
- 教員の資質向上
- 豊かな心の育成、問題行動・不登校等への対応、キャリア教育の推進
- 幼児教育の振興
- 特別支援教育の推進
- 国際教育の推進

## 組織
- 教育課程総括官
- 企画官（2人）
- 主任視学官
- 視学官（11人）
- 初等中等教育企画課
  - 教育制度改革室
  - 地方教育行政専門官
  - 教員人事管理システム専門官
  - 教員メンタルヘルス専門官
- 財務課
  - 教育財政室
  - 高校修学支援室
  - 教職員配置計画専門官
  - 生涯生活設計専門官
- 教育課程課
  - 教育課程企画室
  - 学校教育官（3人）
  - 環境教育調査官
  - 道徳教育調査官
  - 伝統文化教育調査官
  - 教科調査官（24人）
- 児童生徒課
  - 生徒指導室
    - 生徒指導調査官（3人（うち2人は、国立教育政策研究所の職員その他関係のある他の職を占める者をもって充てられるものとする。））

  - 産業教育振興室
    - 産業教育調査官
    - 教科調査官（7人（国立教育政策研究所の職員その他関係のある他の職を占める者をもって充てられるものとする。））

  - 学校体験活動推進専門官
  - 進路指導調査官
- 幼児教育課
  - 幼児教育企画官
  - 幼児教育調査官
  - 子育て支援指導官
  - 教科調査官
- 特別支援教育課
  - 特別支援教育企画官
  - 特別支援教育調査官（8人）
- 学校情報基盤·教材課
- 教科書課
  - 主任教科書調査官（14人）
  - 教科書調査官（42人）
  - 教科書企画官
  - 訟務専門官
  - 教科書検定調整専門官
  - 教科書情報専門官
- 健康教育・食育課
  - 企画官
  - 健康教育調査官（2人）
  - 食育調査官
  - 学校放射線対策専門官
  - 学校保健対策専門官
  - 安全教育調査官
  - 防災教育専門官
  - 学校給食調査官
- 参事官（高校担当）
  - 学校運営支援企画官
  - 学力調査企画官
  - 校務改善専門官
- 視学委員（非常勤・任意設置）

## 特筆事項
- 2014年7月14日からスタートしたフジテレビの月9ドラマ「HERO」を道徳教育番組として位置づけ、様々なタイアップ企画を行うとした[1][2]
- 2014年度から従来の「心のノート」を全面改訂した「私たちの道徳」（小学校低・中学年は「わたしたちの道徳」）を配布したが[3]、小学校5・6年生向けの教材に盛り込まれた「江戸しぐさ」が、文献史料的にほとんど根拠がない上に、「書籍の制作・電子出版物の提供」についてもNPO法人が商標権を設定していることが発覚した。ACジャパンのテレビCMで一般にもある程度知られていたために、多方面から批判を浴びている[4]
- 2019年7月9日の人事で、文部科学省初のノンキャリア採用の職員が局長に就任する[5]。

## 初等中等教育局長

### 現職
| 氏名   | 出身省庁 | 前職             | 就任年月日               |
| ------ | -------- | ---------------- | ------------------------ |
| 望月禎 | 文部省   | 総合教育政策局長 | 2024年（令和6年）7月11日 |

### 過去
| 氏名       | 出身省庁                     | 前職                                        | 在任期間                                           | 後職                                                                                      |
| ---------- | ---------------------------- | ------------------------------------------- | -------------------------------------------------- | ----------------------------------------------------------------------------------------- |
| 矢野重典   | 文部省                       | 文部省教育助成局長                          | 2001年1月6日 -2003年7月25日                        | 文部科学審議官                                                                            |
| 近藤信司   | 文部省                       | 文部省大臣官房長/文部科学省生涯学習政策局長 | 2003年7月25日 - 2004年7月1日                       | 文部科学審議官                                                                            |
| 銭谷真美   | 文部省                       | 生涯学習政策局長                            | 2004年7月1日 - 2007年7月6日                        | 文部科学事務次官                                                                          |
| 金森越哉   | 文部省                       | 文部科学省大臣官房総括審議官                | 2007年7月6日 - 2010年7月30日                       | 文部科学審議官                                                                            |
| 山中伸一   | 文部省                       | 官房長                                      | 2010年7月30日 - 2012年1月6日                       | 文部科学審議官                                                                            |
| 布村幸彦   | 文部省                       | スポーツ・青少年局長                        | 2012年1月6日 - 2013年7月8日                        | 高等教育局長                                                                              |
| 前川喜平   | 文部省                       | 官房長                                      | 2013年7月8日 ‐ 2014年7月25日                       | 文部科学審議官                                                                            |
| 小松親次郎 | 文部省                       | 研究振興局長                                | 2014年7月25日 ‐ 2016年6月21日                      | 文部科学審議官                                                                            |
| 藤原誠     | 文部省                       | 官房長                                      | 2016年6月21日 ‐ 2017年7月11日                      | 官房長                                                                                    |
| 髙橋道和   | 文部省                       | スポーツ庁次長                              | 2017年7月11日 - 2018年9月21日                      | 公益財団法人東京オリンピック・パラリンピック競技大会組織委員会役員室長→放送大学学園理事長 |
| 小松親次郎 | 文部科学審議官による事務取扱 | 文部科学審議官による事務取扱                | 2018年9月21日‐2018年10月16日                       |                                                                                           |
| 永山賀久   | 文部省                       | 放送大学学園理事                            | 2018年10月16日 - 2019年7月9日                      | 官房付、日本学生支援機構理事長代理                                                        |
| 丸山洋司   | 文部省                       | 文部科学省大臣官房審議官                    | 2019年7月9日 - 2020年7月28日                       | 文部科学審議官                                                                            |
| 瀧本寛     | 文部省                       | スポーツ庁次長                              | 2020年7月28日 - 2021年9月21日                      | 官房付                                                                                    |
| 伯井美徳   | 文部省                       | 高等教育局長                                | 2021年（令和3年）9月21日 - 2022年 (令和4年) 9月1日 | 文部科学審議官                                                                            |
| 藤原章夫   | 文部省                       | 総合教育政策局長                            | 2022年（令和4年）9月1日 - 2023年 (令和5年) 8月8日  | 文部科学事務次官                                                                          |
| 矢野和彦   | 文部省                       | 日本学生支援機構理事長代理                  | 2023年（令和5年）8月8日 - 2024年7月11日            | 文部科学審議官                                                                            |